# دانشگاه فناوری میشیگان
دانشگاه فناوری میشیگان (به انگلیسی: Michigan Technological University) یکی از مراکز آموزشی معتبر ایالات متحده آمریکا در زمینه فنی مهندسی بوده و در شمال ایالت میشیگان و شهر هوتون واقع است.
این دانشگاه دارای بیش از ۷۰۰۰ دانشجو در مقاطع مختلف تحصیلات عالی در رشته‌های گوناگون و اغلب رشته‌های فنی است. طبق رتبه‌بندی دانشگاه‌های آمریکا که هر ساله توسط وبگاه یو اس نیوز منتشر می‌شود، دانشگاه فناوری میشیگان در میان ۱۰۰ دانشگاه فنی برتر ایالات متحده قرار گرفته‌است.
دانشکده مهندسی مکانیک این دانشگاه، جزو معتبرترین مراکز آکادمیک در زمینه مهندسی خودرو بوده و از آزمایشگاه‌ها و مراکز تحقیقاتی پیشرفته‌ای برخوردار است. طبق رده‌بندی پایگاه یو اس نیوز، این دانشکده در رده ۴۴ برترین دانشکده‌های مهندسی مکانیک ایالات متحده قرار گرفته‌است.
در گزارش سال ۲۰۱۳ وبسایت Mechanic Schools، از دانشکده مهندسی مکانیک این دانشگاه، به عنوان یک  مرکز تحقیقاتی برجسته در زمینه خودروهای هیبریدی و موتورهای احتراقی نام برده شده‌است و آن را در زمره ۵ دانشکده برتر مهندسی مکانیک شمال ایالات متحده قرار داده‌است.

## نگارخانه

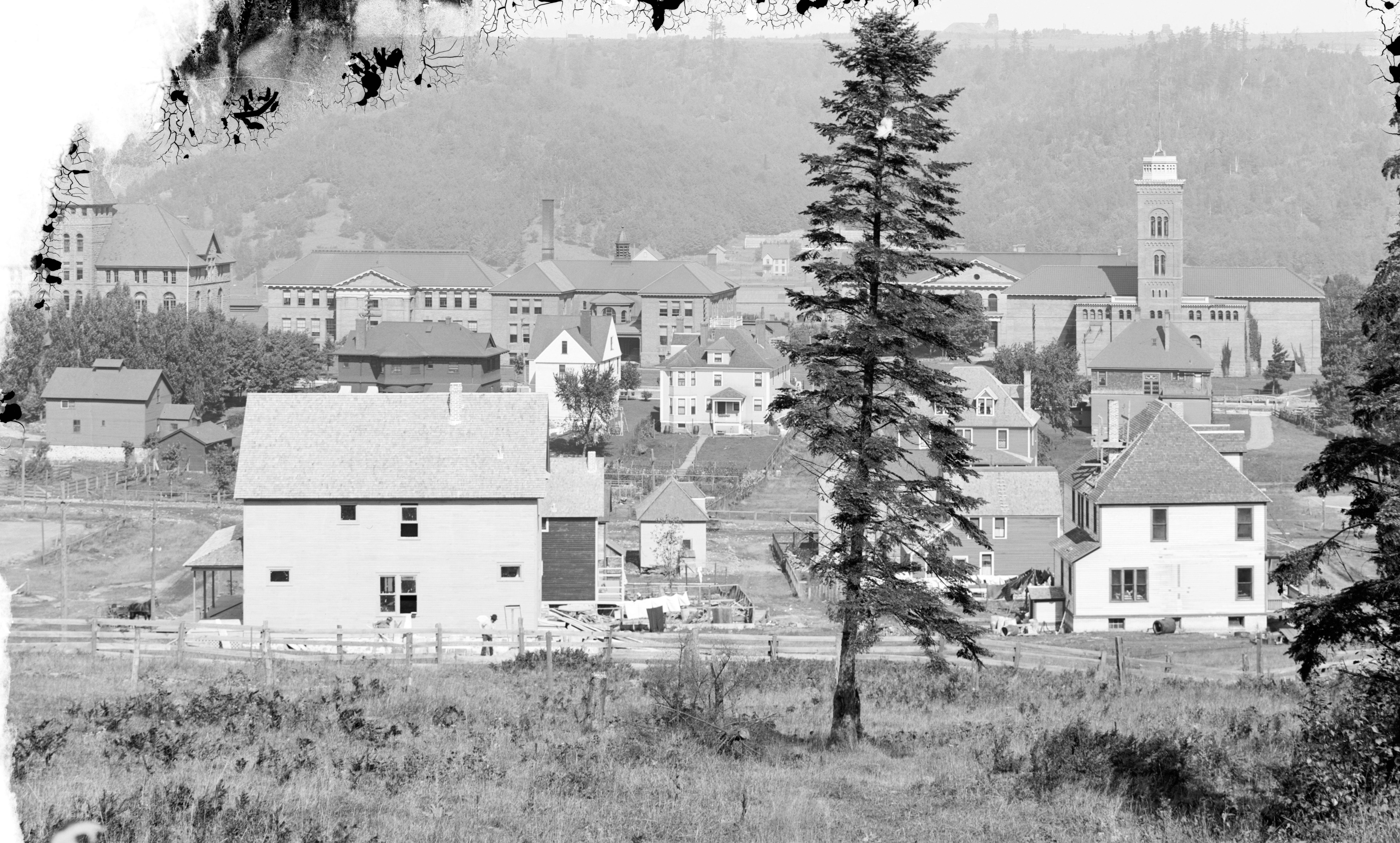
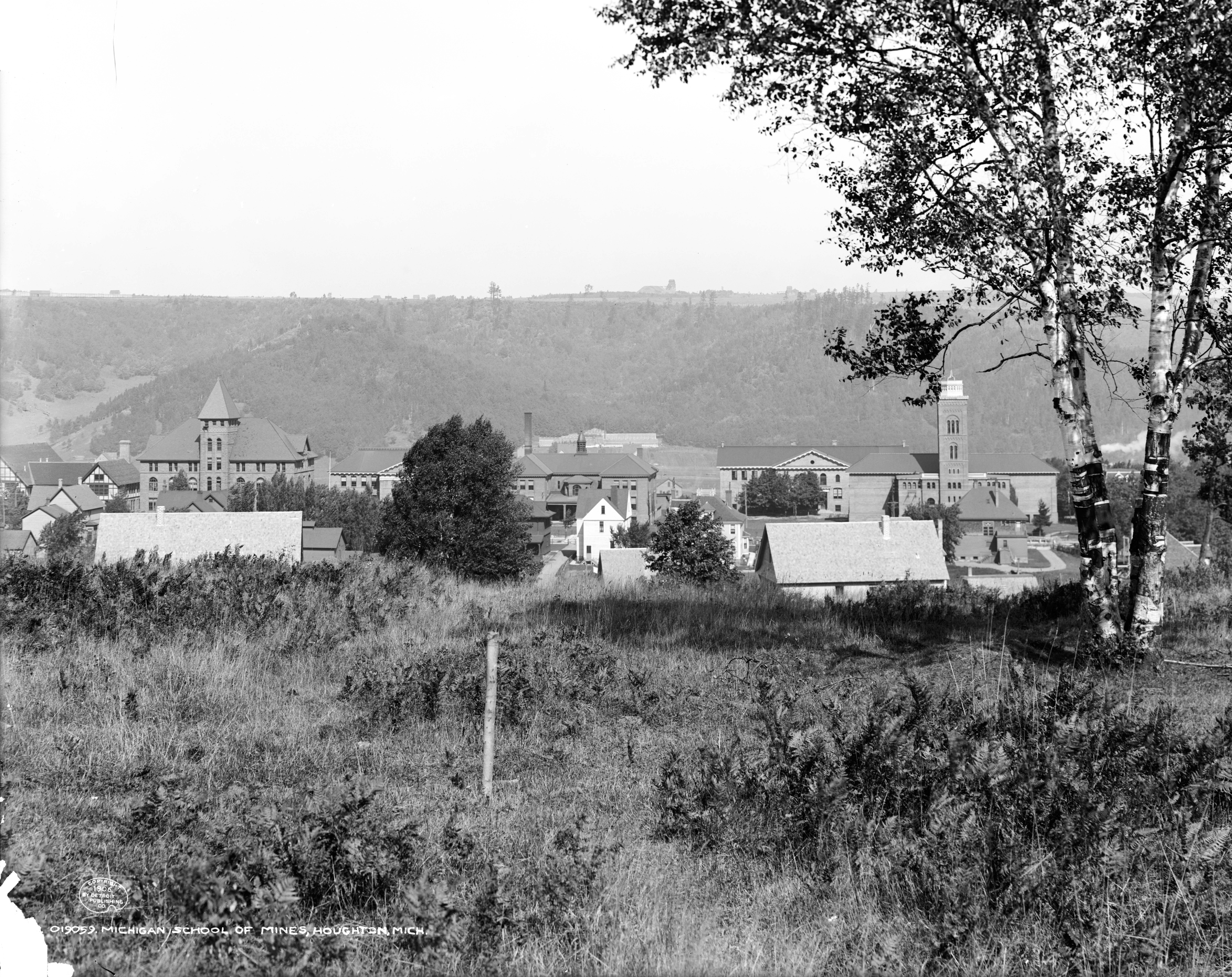
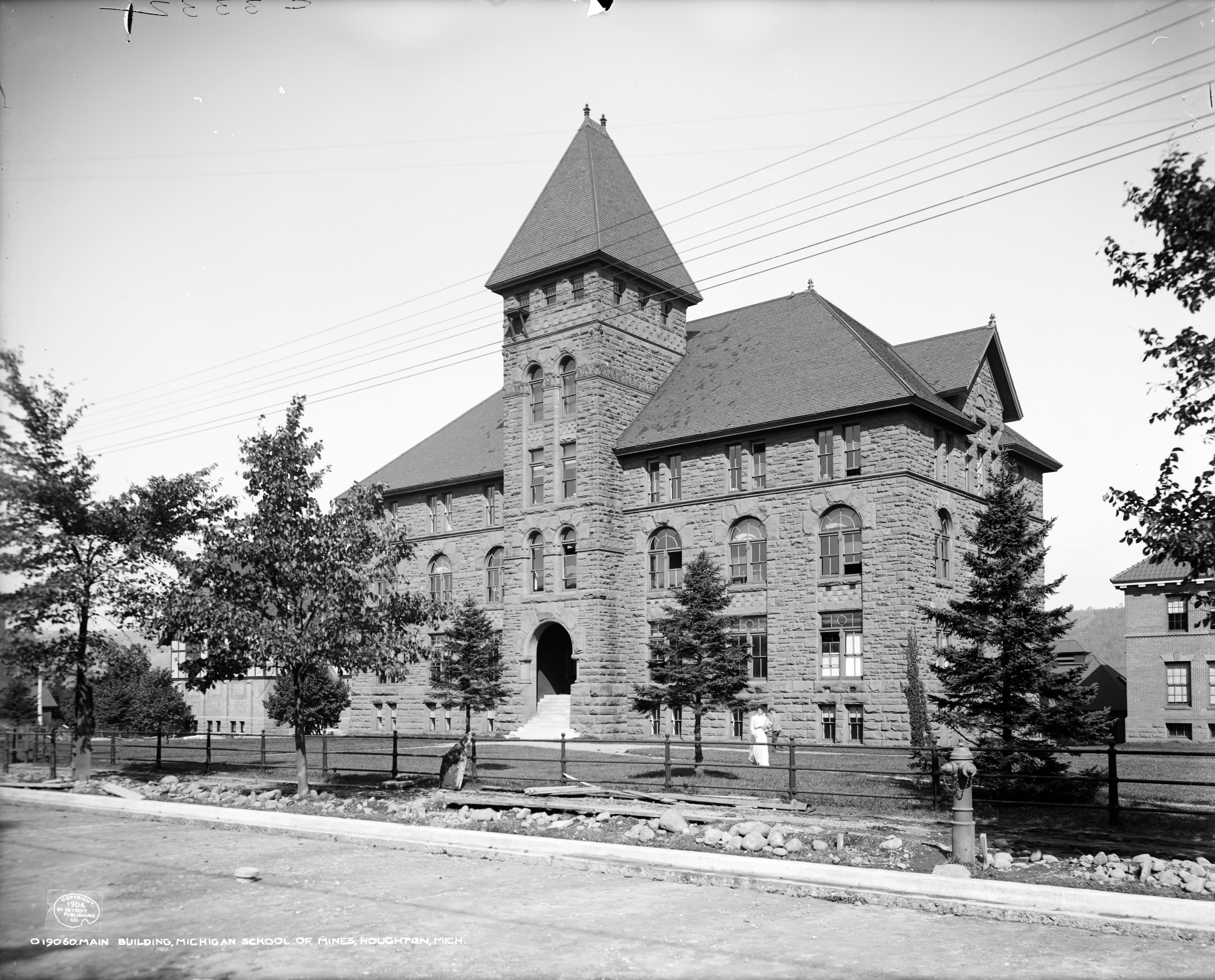
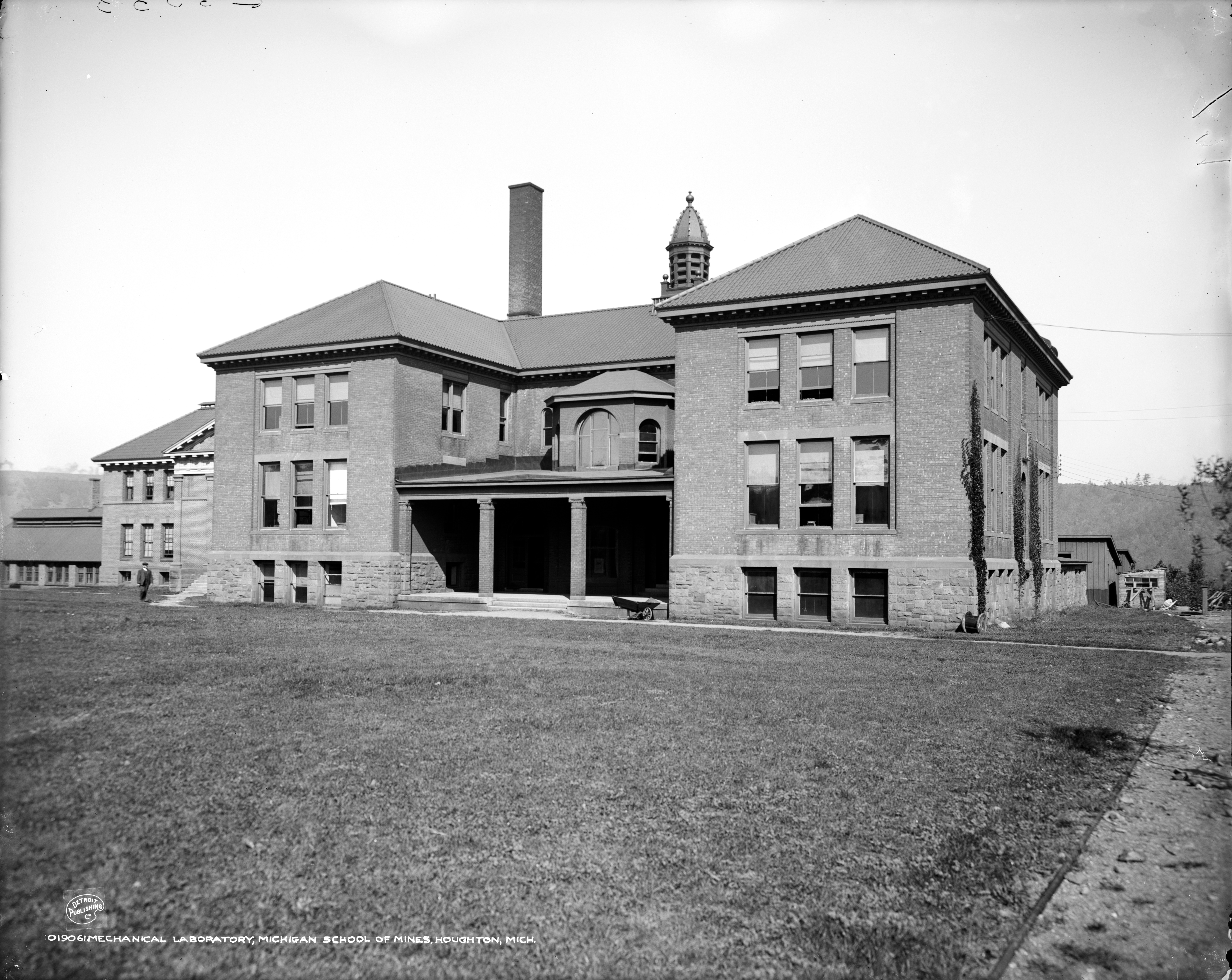
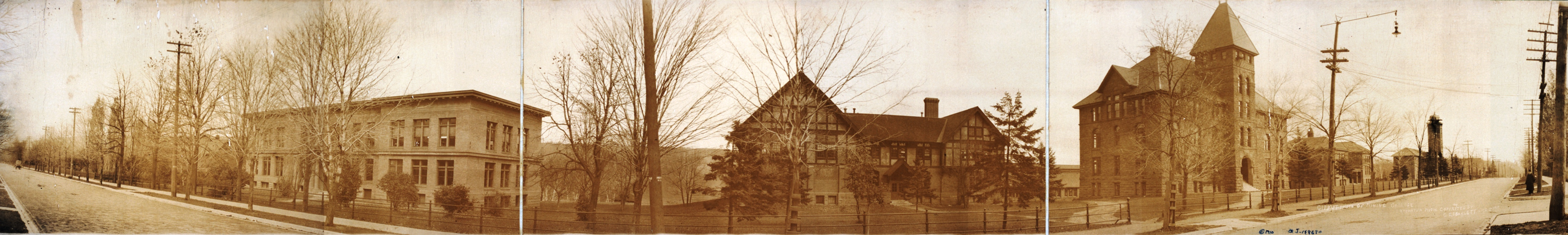